# پل مهرنرسه
پل مهرنرسه پُلی تاریخی است که در فیروزآباد در استان فارس واقع شده و به‌عنوان یکی از آثار ملی ایران به‌شمارهٔ ۹۰ در ۱۵ دی ۱۳۱۰ به ثبت رسیده‌است.
مهرنرسه بانی این پل است و آن را بر روی رودخانهٔ تنگ‌آب در استان فارس با هدف متصل‌کردن دو جادهٔ اصلی منتهی به شهر گور ایجاد کرد که بهترین نمونهٔ تاریخ‌دار از سنگ‌تراشی ساسانیان در سدهٔ پنجم میلادی است. این پل در پنج کیلومتری قلعهٔ دختر، بر جادهٔ اصلی منتهی به شمال شهر گور که امروزه فیروزآباد نامیده می‌شود و در کنار سنگ‌نگارهٔ اردشیر یکم که در آن، مراسم اعطای نشان پادشاهی به او نقش شده‌است، قرار دارد. در کنار پل، سنگ‌نوشته‌ای مهم از مهرنرسه وجود دارد.
علاوه بر کرتیر، روحانی زرتشتی سدهٔ سوم، شاپور سگان‌شاه و سلوک در سدهٔ چهارم، تنها بزرگ‌زاده‌ای که در دورهٔ ساسانیان توانست از خود سنگ‌نوشته برجای بگذارد، مهرنرسه بود. این سنگ‌نوشته دربارهٔ دین‌داری و فعالیت‌های دینی مهرنرسه دارای اطلاعات مفیدی است که توسط طبری و دیگر تاریخ‌نگاران عرب و ایرانی نیز تأیید می‌شود. محتوای سنگ‌نوشته چنین است: «این پل به‌دستور مهرنرسه، وزرگ فرمذار، برای شادی روان خویش و با هزینهٔ خویش ساخته شد. هر که به این راه بیاید، مهرنرسه و فرزندانش را دعا کند زیرا که او این گذرگاه را در این‌جا بنا نهاد. با کمک و لطف خداوند، نادرستی و فریب در آن‌جا نخواهد بود». این فعالیت‌های ساختمانی و کشاورزی مهرنرسه از جملهٔ کارهای دینی او به‌خاطر آمرزیدگی روان خویش و خانواده‌اش بوده‌است.